# SerLea
SerLea é uma metralhadora 9 milímetros de cano duplo de origem libanes. Foi projetada por um armeiro libanês e veterano da guerra do Líbano. A SerLea foi projetada  para proporcionar uma arma de rajada rápida para combates de rua, duas vezes à de uma metralhadora normal.